# Delűn járás
A Delűn járás (mongol nyelven: Дэлүүн сум) Mongólia Bajan-Ölgij tartományának egyik járása. Székhelye Rasánt (Рашаант), mely 160 km-re délkeletre fekszik Ölgij tartományi székhelytől.
A tartomány déli részén, a Mongol-Altaj magas hegyei között terül el. A járást átszelő jelentősebb folyó a Bujant (Буянт), valamint két mellékfolyója: a Delűn (Дэлуун) és a (Чигэртэй).
Keleten Hovd tartománnyal, nyugaton Kína Hszincsiang-Ujgur Autonóm Területével határos. Északon a tartomány Altaj- és Tolbo járásával, délen Bulgan járásával érintkezik.